# Меньян, Гийом-Рене
Гийом-Рене Меньян (фр. Guillaume-René Meignan; 12 апреля 1827, Деназе, королевство Франция — 20 января 1896, Тур, Франция) — французский кардинал. Епископ Шалона-сюр-Марн с 27 марта 1865 по 25 сентября 1882. Епископ Арраса с 25 сентября 1882 по 24 марта 1884. Архиепископ Тура с 24 марта 1884 по 20 января 1896. Кардинал-священник с 16 января 1893, с титулом церкви Сантиссима-Тринита-аль-Монте-Пинчо с 15 июня 1893.